# Han-lès-Juvigny
Pour les articles homonymes, voir Han.
Han-lès-Juvigny est une commune française située dans le département de la Meuse, en région Grand Est. Han-lès-Juvigny fait partie de la Lorraine gaumaise.

## Géographie

### Hydrographie
La commune est dans le bassin versant de la Meuse au sein du bassin Rhin-Meuse. Elle est drainée par le Loison,.
Le Loison, d'une longueur de 53 km, prend sa source dans la commune de Loison et se jette  dans la Chiers à Chauvency-le-Château, après avoir traversé 17 communes. Les caractéristiques hydrologiques du Loison sont données par la station hydrologique située sur la commune. Le débit moyen mensuel est de 3,81 m3/s. Le débit moyen journalier maximum est de 100 m3/s, atteint lors de la crue du 27 mai 1983. Le débit instantané maximal est quant à lui de 112 m3/s, atteint le 23 janvier 1995.

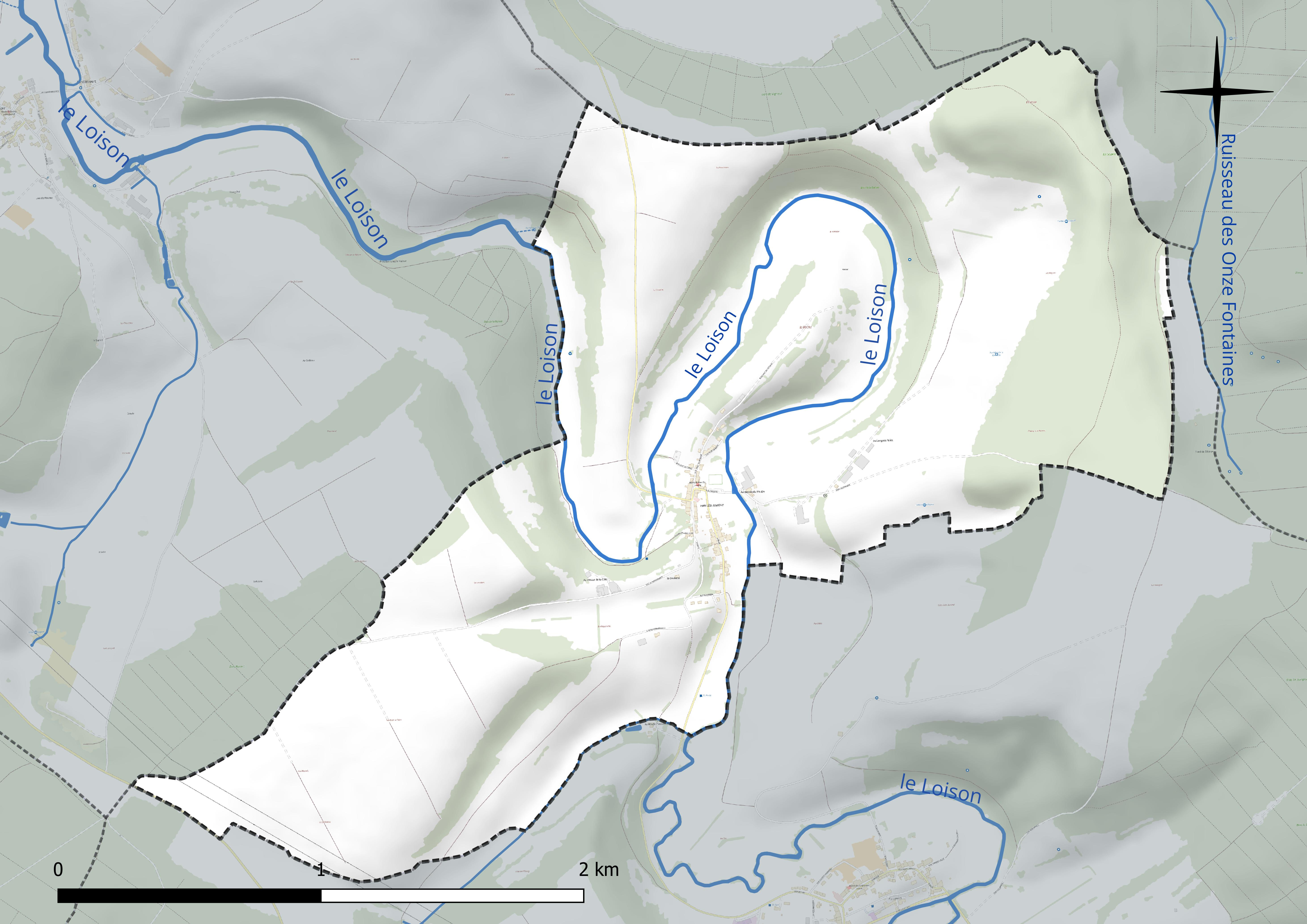
Réseau hydrographique de Han-lès-Juvigny.

### Climat
Pour des articles plus généraux, voir Climat du Grand Est et Climat de la Meuse.
En 2010, le climat de la commune est de type climat de montagne, selon une étude du Centre national de la recherche scientifique s'appuyant sur une série de données couvrant la période 1971-2000. En 2020, Météo-France publie une typologie des climats de la France métropolitaine dans laquelle la commune est dans une zone de transition entre le climat océanique altéré et le climat océanique altéré et est dans la région climatique  Lorraine, plateau de Langres, Morvan, caractérisée par un hiver rude (1,5 °C), des vents modérés et des brouillards fréquents en automne et hiver. 
Pour la période 1971-2000, la température annuelle moyenne est de 9,6 °C, avec une amplitude thermique annuelle de 16 °C. Le cumul annuel moyen de précipitations est de 936 mm, avec 14,2 jours de précipitations en janvier et 9,6 jours en juillet. Pour la période 1991-2020, la température moyenne annuelle observée sur la station météorologique de Météo-France la plus proche, « Mouzay », sur la commune de Mouzay à 9 km à vol d'oiseau, est de 10,6 °C et le cumul annuel moyen de précipitations est de 789,5 mm. 
La température maximale relevée sur cette station est de 40,4 °C, atteinte le 24 juillet 2019 ; la température minimale est de −15,3 °C, atteinte le 20 décembre 2009,,. 
Les paramètres climatiques de la commune ont été estimés pour le milieu du siècle (2041-2070) selon différents scénarios d'émission de gaz à effet de serre à partir des nouvelles projections climatiques de référence DRIAS-2020. Ils sont consultables sur un site dédié publié par Météo-France en novembre 2022.

## Urbanisme

### Typologie
Au 1er janvier 2024, Han-lès-Juvigny est catégorisée commune rurale à habitat dispersé, selon la nouvelle grille communale de densité à sept niveaux définie par l'Insee en 2022.
Elle est située hors unité urbaine et hors attraction des villes,.

### Occupation des sols
L'occupation des sols de la commune, telle qu'elle ressort de la base de données européenne d’occupation biophysique des sols Corine Land Cover (CLC), est marquée par l'importance des territoires agricoles (71,2 % en 2018), en augmentation par rapport à 1990 (66,2 %). La répartition détaillée en 2018 est la suivante : 
terres arables (34,3 %), prairies (31,9 %), forêts (25,3 %), zones agricoles hétérogènes (5 %), milieux à végétation arbustive et/ou herbacée (3,5 %). L'évolution de l’occupation des sols de la commune et de ses infrastructures peut être observée sur les différentes représentations cartographiques du territoire : la carte de Cassini (XVIIIe siècle), la carte d'état-major (1820-1866) et les cartes ou photos aériennes de l'IGN pour la période actuelle (1950 à aujourd'hui).

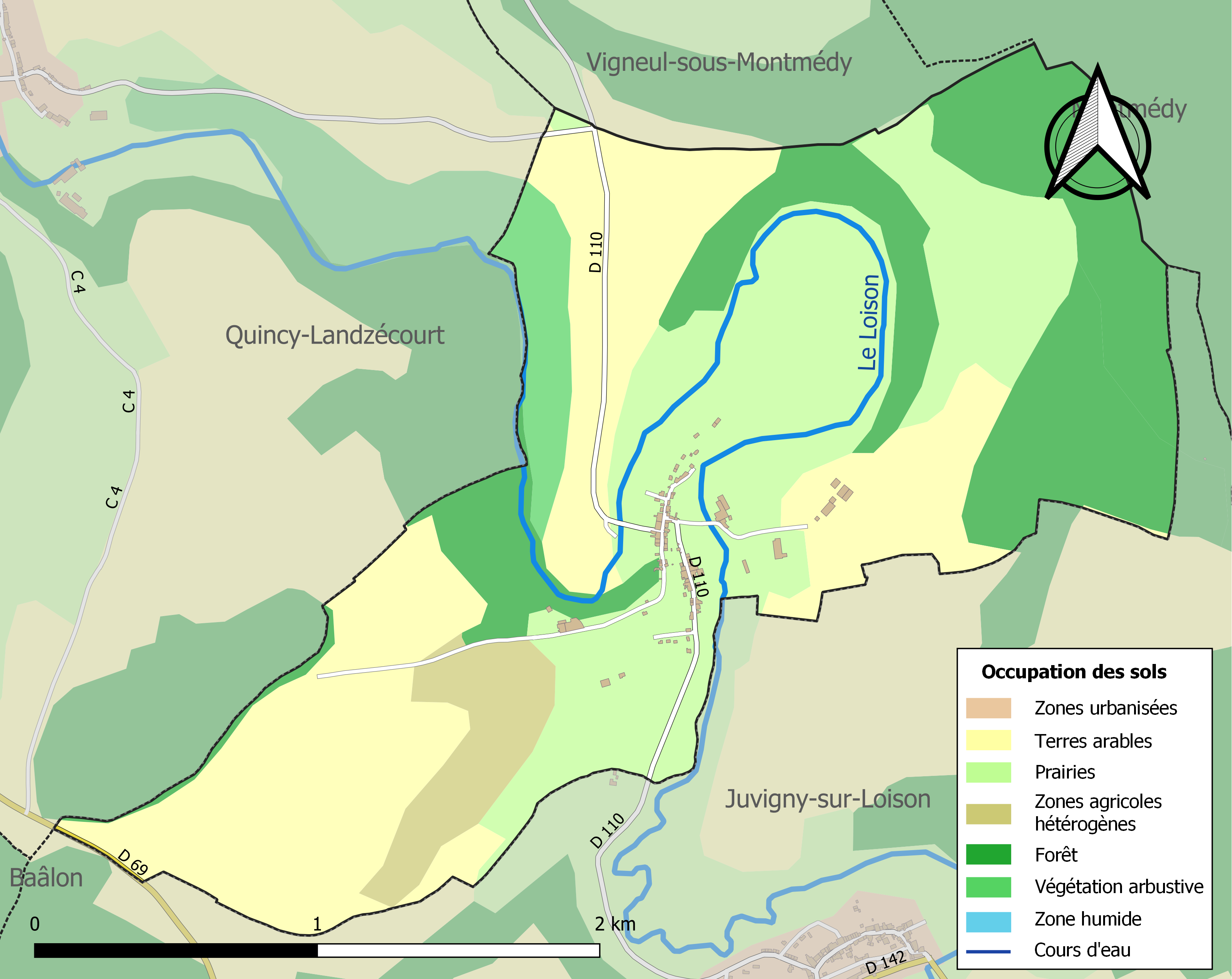
Carte des infrastructures et de l'occupation des sols de la commune en 2018 (CLC).

## Toponymie
Le nom de la localité est attesté sous les formes Han (1655) ; Hanum-ad-Juviniacum.

De l'oïl ham « hameau », du germanique hamm : « village dans un méandre » du Loison.
La préposition « lès » permet de signifier la proximité d'un lieu géographique par rapport à un autre lieu. En règle générale, il s'agit d'une localité qui tient à se situer par rapport à une ville voisine plus grande. La commune de Han indique qu'elle se situe près de Juvigny-sur-Loison.

## Histoire
Anciennement : comté de Verdun, puis de Stenay. Duché de Bar, puis de Lorraine. Réuni à la France comme terre des Trois-Évêchés.

## Politique et administration
| Période                                  | Période   | Identité                                         | Étiquette | Qualité      |
| ---------------------------------------- | --------- | ------------------------------------------------ | --------- | ------------ |
| Les données manquantes sont à compléter. |           |                                                  |           |              |
| mars 2001                                | mars 2008 | Daniel Arquin                                    |           |              |
| mars 2008                                | En cours  | Christian Saunois Réélu pour le mandat 2020-2026 |           | Ancien cadre |

## Population et société

### Démographie
L'évolution du nombre d'habitants est connue à travers les recensements de la population effectués dans la commune depuis 1793. Pour les communes de moins de 10 000 habitants, une enquête de recensement portant sur toute la population est réalisée tous les cinq ans, les populations de référence des années intermédiaires étant quant à elles estimées par interpolation ou extrapolation. Pour la commune, le premier recensement exhaustif entrant dans le cadre du nouveau dispositif a été réalisé en 2007.

En 2022, la commune comptait 125 habitants, en évolution de +1,63 % par rapport à 2016 (Meuse : −4,4 %, France hors Mayotte : +2,11 %).
| 1793 | 1800 | 1806 | 1821 | 1831 | 1836 | 1841 | 1846 | 1851 |
| ---- | ---- | ---- | ---- | ---- | ---- | ---- | ---- | ---- |
| 230  | 244  | 242  | 239  | 294  | 290  | 295  | 326  | 318  |

| 1856 | 1861 | 1866 | 1872 | 1876 | 1881 | 1886 | 1891 | 1896 |
| ---- | ---- | ---- | ---- | ---- | ---- | ---- | ---- | ---- |
| 296  | 295  | 295  | 270  | 260  | 241  | 238  | 233  | 217  |

| 1901 | 1906 | 1911 | 1921 | 1926 | 1931 | 1936 | 1946 | 1954 |
| ---- | ---- | ---- | ---- | ---- | ---- | ---- | ---- | ---- |
| 195  | 175  | 183  | 131  | 136  | 115  | 109  | 97   | 98   |

| 1962 | 1968 | 1975 | 1982 | 1990 | 1999 | 2006 | 2007 | 2012 |
| ---- | ---- | ---- | ---- | ---- | ---- | ---- | ---- | ---- |
| 85   | 79   | 70   | 72   | 80   | 80   | 89   | 90   | 117  |

| 2017 | 2022 | - | - | - | - | - | - | - |
| ---- | ---- | - | - | - | - | - | - | - |
| 121  | 125  | - | - | - | - | - | - | - |

## Culture locale et patrimoine

### Lieux et monuments
- L'église Saint-Jean-l'Évangéliste, XVIIIe siècle.

### Héraldique, logotype et devise
| Blason de Han-lès-Juvigny | Blason  | Coupé ondé d'une pièce vers le chef et de deux demi-pièces par un filet élargi d'argent : au 1er parti au I de gueules à une navette de tisserand d'or posée en barre, au II d'or à un maillet de sculpteur de gueules posé en bande, au 2d de sinople à une vache arrêtée d'argent, tachetée de sable et la tête de trois-quarts, surmontée d'une capsule éclatée de buis d'or. |
| Blason de Han-lès-Juvigny | Détails | - Les champs d'or et de gueules (rouge) et le filet d'argent soulignent le rattachement du village à la Lorraine portant : « d'or, à la bande de gueules, chargée de trois alérions d'argent ». - Le méandre du Loison, est celui qui entoure la presqu’île où est établi le village. Il fait ainsi allusion au toponyme Han, du germanique hamm : « village dans un méandre ». - Les métiers traditionnels du village sont rappelés : celui de pêcheur par le tracé du méandre du Loison, celui de tisserand par la navette d'or et enfin celui de tailleur de pierre par le maillet. - La vache blanche tachetée de noir illustre l'importance du cheptel bovin du village, surtout des laitières de race Holstein. Création Robert A. Louis, héraldiste, Dominique Lacorde, historien, membres du Comité Lorrain d’Héraldique et Charles-Henri Capelle adjoint, chargé du patrimoine et de l'aménagement paysager, adoptée le 13 novembre 2020, M. Christian Saunois étant maire. |